# Straight Time
 Straight Time és una pel·lícula estatunidenca dirigida per Ulu Grosbard el 1978.

## Argument
Max Dembo surt de la seva tercera estada (sis anys) a la presó; està en llibertat condicional. Ben persuadit que l'única via és la de l'obediència, busca i troba un allotjament i una feina honrada. Però la sospita primmirada del policia encarregat de la seva vigilància l'envia una vegada més a presó, sense proves, a causa d'un amic imprudent. Quan el policia va a buscar-ho per portar-lo a un centre de semillibertat, Dembo, furiós, s'escapa. Troba refugi amb la jove que li havia procurat treball i torna a robar. En principi, roba un supermercat, després, amb l'ajuda del seu vell còmplice, atraca un banc amb èxit. El gran cop es presenta finalment. Els dos homes saquegen una joieria: el botí és enorme, però el tercer lladre els abandona (aquell per qui Max havia tornat a la presó), i la fugida va malament. Només Dembo se n'escapa, el seu amic és mort, i ha matat un policia. Buscarà la jove per anar-se de l'estat amb ella, abat el seu còmplice culpable, i agafa la carretera. Però de camí, comprèn que tot és perdut, acomiada la jove a casa seva i es dirigeix, sol, cap a la frontera.

## Repartiment
- Dustin Hoffman: Max Dembo
- Theresa Russell: Jenny Mercer
- Harry Dean Stanton: Jerry Schue
- Gary Busey: Willy Darina
- M. Emmet Walsh: Earl Frank
- Sandy Baron: Manny
- Kathy Bates: Selma Darin